# جام جهانی فوتبال ۱۹۵۸
جام جهانی فوتبال ۱۹۵۸ مسابقاتی است که در سال ۱۹۵۸ به میزبانی سوئد برگزار شد. ۱۶ تیم در این مسابقات شرکت داشتند. این دوره ششمین دورهٔ جام جهانی فوتبال بود.

## تیم‌های شرکت کننده
در ششمین دورهٔ جام جهانی تیم‌های قاره‌های آمریکای جنوبی، آمریکای شمالی و اروپا شرکت کردند.
آمریکای جنوبی
- آرژانتین
- برزیل
- پاراگوئه

آمریکای شمالی، مرکزی و کشورهای حوزهٔ دریای کاراییب
- مکزیک

اروپا
- آلمان غربی
- اتریش
- اسکاتلند
- انگلستان
- ایرلند شمالی
- چکسلواکی
- سوئد
- شوروی
- فرانسه
- مجارستان
- ولز
- یوگسلاوی

## ورزشگاه
| سولنا (استکهلم)  | یوتبری              | مالمو            | هلسینگبورگ                |
| ---------------- | ------------------- | ---------------- | ------------------------- |
| ورزشگاه روسوندا  | ورزشگاه اولوی       | ورزشگاه مالمو    | ورزشگاه المپیک هلسینگبورگ |
| ظرفیت: ۵۲٬۴۰۰    | ظرفیت: ۵۳٬۵۰۰       | ظرفیت: ۳۰٬۰۰۰    | ظرفیت: ۲۷٬۰۰۰             |
|                  |                     |                  |                           |
| اسکیلستونا       | نورشوپینگ           | سندویکن          | اودوالا                   |
| ورزشگاه توناوالن | ورزشگاه نیا پارکن   | ورزشگاه یارنوالن | ورزشگاه ریمنرسوالن        |
| ظرفیت: ۲۰٬۰۰۰    | ظرفیت: ۲۰٬۰۰۰       | ظرفیت: ۲۰٬۰۰۰    | ظرفیت: ۱۷٬۷۷۸             |
|                  |                     |                  |                           |
| بوروس            | هالمستاد            | اوربرو           | وستروس                    |
| ورزشگاه ریاوالن  | ورزشگاه اوریانس وال | ورزشگاه برن آرنا | ورزشگاه آروسوالن          |
| ظرفیت: ۱۵٬۰۰۰    | ظرفیت: ۱۵٬۰۰۰       | ظرفیت: ۱۳٬۰۰۰    | ظرفیت: ۱۰٬۰۰۰             |
|                  |                     |                  |                           |

### شیوهٔ امتیازدهی
بازی‌ها به صورت لیگی برگزار می‌شد، هر تیم با تمام تیم‌های دیگر گروه خود بازی می‌کرد. برای هر برد ۲ امتیاز، برای تساوی ۱ امتیاز و برای باخت صفر امتیاز به تیم‌ها داده می‌شد. از هر گروه دو تیم بالا می‌آمد.

### گروه‌بندی
این بازی‌ها در چهار گروه چهار تیمی برگزار شد. در گروه‌های ۳ و ۴ به دلیل یکسان بودن امتیاز تیم‌های ولز - مجارستان و انگلستان – شوروی برای گزینش تیم دوم بازی‌های گزینشی برگزار شد.

### نتایج مرحلهٔ گروهی
در جداول زیر:
- امتیاز = مجموع امتیازهای بدست آمده
- بازی = مجموع بازی‌های انجام شده
- برد = مجموعه تعداد بردها
- تساوی = مجموع تعداد تساوی‌ها
- باخت = مجموع تعداد باخت‌ها
- گل زده = مجموع تعداد گل‌های به‌ثمر رسیده
- گل خورده = مجموع تعداد گل‌های خورده
- تفاضل = تفاضل گل (گل زده - گل خورده)

#### گروه ۱
| تیم          | امتیاز | بازی | برد | مساوی | باخت | گل زده | گل خورده | تفاضل گل |
| ------------ | ------ | ---- | --- | ----- | ---- | ------ | -------- | -------- |
| آلمان غربی   | ۵      | ۳    | ۲   | ۱     | ۰    | ۸      | ۵        | ۳+       |
| ایرلند شمالی | ۳      | ۳    | ۱   | ۱     | ۱    | ۴      | ۵        | -۱       |
| چکسلواکی     | ۲      | ۳    | ۱   | ۰     | ۲    | ۸      | ۵        | +۳       |
| آرژانتین     | ۲      | ۳    | ۱   | ۰     | ۲    | ۵      | ۸        | -۵       |

- آلمان غربی ۳ – ۱ آرژانتین
- ایرلند شمالی ۱ – ۰ چکسلواکی
- آلمان غربی ۳ – ۲ چکسلواکی
- آرژانتین ۳ – ۱ ایرلند شمالی
- آلمان غربی ۲ – ۲ ایرلند شمالی
- چکسلواکی ۶ – ۱ آرژانتین

#### گروه ۲
| تیم      | امتیاز | بازی | برد | مساوی | باخت | گل زده | گل خورده | تفاضل گل |
| -------- | ------ | ---- | --- | ----- | ---- | ------ | -------- | -------- |
| فرانسه   | ۴      | ۳    | ۲   | ۰     | ۱    | ۱۱     | ۷        | +۴       |
| یوگسلاوی | ۴      | ۳    | ۱   | ۲     | ۰    | ۷      | ۶        | +۱       |
| پاراگوئه | ۳      | ۳    | ۱   | ۱     | ۱    | ۹      | ۱۲       | -۳       |
| اسکاتلند | ۱      | ۳    | ۰   | ۱     | ۲    | ۴      | ۶        | -۲       |

- فرانسه ۷ – ۳ پاراگوئه
- یوگسلاوی ۱ – ۱ اسکاتلند
- یوگسلاوی ۳ – ۲ فرانسه
- پاراگوئه ۳ – ۲ اسکاتلند
- فرانسه ۲ – ۱ اسکاتلند
- یوگسلاوی ۳ – ۳ پاراگوئه

#### گروه ۳
| تیم      | امتیاز | بازی | برد | مساوی | باخت | گل زده | گل خورده | تفاضل گل |
| -------- | ------ | ---- | --- | ----- | ---- | ------ | -------- | -------- |
| سوئد     | ۵      | ۳    | ۲   | ۱     | ۰    | ۵      | ۱        | +۴       |
| ولز      | ۳      | ۳    | ۰   | ۳     | ۰    | ۲      | ۲        | ۰        |
| مجارستان | ۳      | ۳    | ۱   | ۱     | ۱    | ۶      | ۳        | +۳       |
| مکزیک    | ۱      | ۳    | ۰   | ۱     | ۲    | ۱      | ۸        | -۷       |

- سوئد ۳ – ۰ مکزیک
- مجارستان ۱ – ۱ ولز
- ولز ۱ – ۱ مکزیک
- سوئد ۲ – ۱ مجارستان
- مجارستان ۴ – ۰ مکزیک
- سوئد ۰ – ۰ ولز
- ولز ۲ – ۱ مجارستان (بازی گزینشی تیم دوم)

#### گروه ۴
| تیم      | امتیاز | بازی | برد | مساوی | باخت | گل زده | گل خورده | تفاضل گل |
| -------- | ------ | ---- | --- | ----- | ---- | ------ | -------- | -------- |
| برزیل    | ۵      | ۳    | ۲   | ۱     | ۰    | ۵      | ۰        | +۵       |
| شوروی    | ۳      | ۳    | ۱   | ۱     | ۱    | ۴      | ۴        | ۰        |
| انگلستان | ۳      | ۳    | ۰   | ۳     | ۰    | ۴      | ۴        | ۰        |
| اتریش    | ۱      | ۳    | ۰   | ۱     | ۲    | ۲      | ۷        | -۵       |

- انگلستان ۲ – ۲ شوروی
- برزیل ۳ – ۰ اتریش
- انگلستان ۰ – ۰ برزیل
- شوروی ۲ – ۰ اتریش
- برزیل ۲ – ۰ شوروی
- انگلستان ۲ – ۲ اتریش
- شوروی ۱ – ۰ انگلستان (بازی گزینشی تیم دوم)

## مرحله پایانی

### یک‌چهارم پایانی
| برزیل                   | ۱–۰   | ولز |
| ----------------------- | ----- | --- |
| پله (بازیکن فوتبال) ۶۶' | گزارش |     |

| فرانسه                                                        | ۴–۰   | ایرلند شمالی |
| ------------------------------------------------------------- | ----- | ------------ |
| ماریان ویسنیسکی ۴۴' · ژوست فونتن ۵۵'، ۶۳' · راجر پیانتونی ۶۸' | گزارش |              |

| سوئد                              | ۲–۰   | اتحاد جماهیر شوروی |
| --------------------------------- | ----- | ------------------ |
| کرت همرین ۴۹' · آگنه سیمونسون ۸۸' | گزارش |                    |

| آلمان غربی    | ۱–۰   | یوگسلاوی |
| ------------- | ----- | -------- |
| هلموت ران ۱۲' | گزارش |          |

### نیمه‌پایانی
| برزیل                                  | ۵–۲   | فرانسه                            |
| -------------------------------------- | ----- | --------------------------------- |
| واوا ۲' · دیدی ۳۹' · پله ۵۲'، ۶۴'، ۷۵' | گزارش | ژوست فونتن ۹' · راجر پیانتونی ۸۳' |

| سوئد                                                | ۳–۱   | آلمان غربی    |
| --------------------------------------------------- | ----- | ------------- |
| لنارت اسکوگلوند ۳۲' · گونار گرن ۸۱' · کرت همرین ۸۸' | گزارش | هانس شیفر ۲۴' |

### رده‌بندی
| فرانسه                                                                   | ۶–۳   | آلمان غربی                                          |
| ------------------------------------------------------------------------ | ----- | --------------------------------------------------- |
| ژوست فونتن ۱۶'، ۳۶'، ۷۸'، ۸۹' · ریموند کوپا ۲۷' (پنالتی) · یوون دویس ۵۰' | گزارش | هانس سیسلارسیوک ۱۸' · هلموت ران ۵۲' · هانس شیفر ۸۴' |

### پایانی
| برزیل                                          | ۵–۲   | سوئد                                |
| ---------------------------------------------- | ----- | ----------------------------------- |
| واوا ۹'، ۳۲' · پله ۵۵'، ۹۰' · ماریو زاگالو ۶۸' | گزارش | نیلس لیدهولم ۴' · آگنه سیمونسون ۸۰' |

| قهرمان جام جهانی ۱۹۵۸ سوئد |
| -------------------------- |
| · برزیل · یکمین عنوان      |